# Enjbat Gantuya
Enkhbat Gantuya (26 de mayo de 1995), es una luchadora mongola de lucha libre. Consiguió una medalla de bronce en Campeonato Asiático de 2016. 